# Museo de Téboursouk
El Museo de Téboursouk (en árabe: متحف تبرسق‎) es un museo tunecino situado en Téboursouk.
Está alojado en una antigua prisión militar que en varias ocasiones, y especialmente durante los períodos 1938-1943 y 1952-1954, acogió a nacionalistas tunecinos que cumplieron allí sus condenas.
El museo nació después de los trabajos para la liberalización las células. Tiene 18 vitrinas, cuyo tema principal son los sucesos del 9 de abril de 1938 y los actos de represión y resistencia que se produjeron entre 1938 y 1943.